# 中山大三郎
中山 大三郎（なかやま だいざぶろう、1941年2月15日 - 2005年4月7日）は、日本の作詞家、作曲家。
主に演歌、歌謡曲を中心に作詞、作曲を行っていた。

## 概要
宮崎県北諸県郡高崎町（現・都城市）出身。1995年に結婚した三佐子夫人は、アナウンサー小川宏の次女。
宮崎県立都城泉ヶ丘高等学校卒業。法政大学在学中、作詞家の星野哲郎に師事、作曲家としての活動を始める。
クラウンレコードの専属作曲家を経て、尾形大作の『無錫（むしゃく）旅情』、島倉千代子の『人生いろいろ』、天童よしみの『珍島（ちんど）物語』などの大ヒット曲を作詞、作曲した。
また、別名義に水沢圭吾・なかやま和郎・山下孝一郎がある。
テレビのワイドショーのコメンテーター（TBSテレビ『3時にあいましょう』『スーパーワイド』など）としても活躍する一方で、1989年から日本作詩家協会の常務理事を務めていたが、1999年に癌であることを公表した。
2005年4月7日午前0時3分、中咽頭癌のため東京都港区の病院で死去。64歳没。墓所は港区正満寺。
地元都城市のイメージソング「ウエルネス ウェルカム」の作詞作曲を手がけている。
大相撲の元関脇・益荒雄（先代阿武松親方）と親交があり、阿武松部屋に入門したロシア出身の力士・阿夢露（あむうる）の名付け親となった。

## 主な作品
- おそ松くん音頭（歌：細川たかし、作詞：森雪之丞、作曲：中山大三郎）
- 男の背中（歌：増位山太志郎、作詞・作曲中山大三郎）
- 思い出さないで（歌：島崎恵子、岩崎宏美、作詞・作曲：中山大三郎）
- 帰って来いよ（歌：サムソン・クツワダ、作詞：中山大三郎、作曲：市川昭介、編曲：北野ひろし）
- 川越市立新宿小学校校歌（作詞：山口進啓）
- 川越市立特別支援学校校歌（作詞：山口進啓）
- 寒椿（歌：森昌子、作詞：中山大三郎／作曲：船村徹）
- 苦労かけたね（歌：三條正人、作詞:なかにし礼、作曲:中山大三郎）
- ゲートボール音頭（歌：山田太郎・美樹克彦・中山大三郎・大木凡人、作詞・作曲：中山大三郎）
- 子供が三人おりますねん（歌：西川きよし、作詞:喜多條忠、作曲:中山大三郎）
- GO! GO! 掛布（歌：遠藤良春、作詞・作曲：中山大三郎、編曲：若草恵）
- さざんか（歌：森進一、作詞：中山大三郎、作曲：猪俣公章）
- さよなら宗谷/海に歌えば（歌：春日八郎、作詞：喜多條忠、作曲：中山大三郎）
- さよならはほほえみで（歌：三條正人、作詞・作曲：中山大三郎）
- サヨナラMr.…（歌：辻沢杏子、作詞：中山大三郎、作曲：TAI）
- しらけ鳥音頭（歌：小松政夫、スージー・白鳥、作詞：中山大三郎、補作詞：しらけ鳥宴会団、作曲：平川志朗・小杉保夫）
- 人生いろいろ（歌：島倉千代子、作詞：中山大三郎、作曲：浜口庫之助）
- 大連の街から（歌：城之内早苗、作詞・作曲：中山大三郎）
- チコと暮らしたあの二年（歌：三條正人、作詞:なかにし礼、作曲:中山大三郎）
- 済州エア・ポート（歌：半田浩二、作詞・作曲：中山大三郎）
- 珍島物語（歌：天童よしみ、作詞・作曲：中山大三郎）
- 南京へ来来（ライライ）（歌：宝ひとみ、作詞・作曲：中山大三郎）
  - 中山自身がコメンテーターとして出演していた、TBSテレビ系ワイドショー『スーパーワイド』のエンディングテーマ曲に使用された。
- 新潟ブルース（歌：美川憲一、作詞：山岸一二三、補作詞：水沢圭吾（中山大三郎）、作曲：山岸英樹&中川博之）
- ふるさとはどこですか（歌：テレサ・テン、作詞:中山大三郎、作曲：うすいよしのり）
- 冬から春へ（歌：三笠優子、作詞・作曲：中山大三郎）
- 北緯五十度（歌：細川たかし、作詞：中山大三郎、作曲：望月吾郎）
- 味噌汁の詩（歌：千昌夫、作詞・作曲：中山大三郎）
- 無錫旅情（歌：尾形大作、作詞・作曲：中山大三郎）
- 六つの星（セントラル・リーグ連盟歌、歌：細川たかし、作詞：能丸武、作曲：中山大三郎）
- 夜行列車/波止場ばなし別れた故郷/港のみれん雨（歌：春日八郎、作詞：中山大三郎、作曲：船村徹）
- ゆうすげの恋（歌：森進一、作詞・作曲：中山大三郎）
- 甦れ! 俺の西鉄ライオンズ（歌：黒田武士、作詞・作曲：中山大三郎）
- 夜の銀狐（歌：斉条史朗、作詞：水沢圭吾（中山大三郎）、作曲：中川博之）
- ルパン音頭（歌：三波春夫、作詞：モンキー・パンチ、補作詞：中山大三郎、作曲：大野雄二）
- 民衆に捧げるバラード (A) / 民衆に捧げるバラード(B)(歌：伊藤一葉、中山大三郎 猪俣公章共作詩、作曲：F. CRUMIT, L. KLEIN
  - 「民衆に捧げるバラード(B)」は「民衆に捧げるバラード (A)」の歌詞違い。

## 出演番組
- ルックルックこんにちは（日本テレビ、『ドキュメント女ののど自慢』審査員）
- 歌まね振りまねスターに挑戦!!（日本テレビ、プロフェッショナル審査員）
- 3時にあいましょう（TBSテレビ）（コメンテーター）
- スーパーワイド（TBSテレビ）（コメンテーター）
- 千葉テレビ カラオケ大賞（千葉テレビ、審査員）